# Jöns Peter Hemberg
Jöns Peter Hemberg, född 24 september 1763 i Maglehems församling, död 1 september 1834, var en svensk handelsman och riksdagsman. Han är mest känd som en av grundarna av Skånes Enskilda Bank 1830, som efter flera sammanslagningar under 1900-talet kom att bli dagens SEB.

## Karriär
Jöns Peter Hemberg skapade sin förmögenhet som handelsman av råvaror i Ystad, på den tiden ett av Skånes största handelscentra. 1805 blev han föreståndare för Ystads auktionskammare, och genom sin roll fick han möjlighet att köpa flera av Skånes mest kända gårdar. 1812 inköptes Öja gård i Öja socken, av greve Erik Ruuth på Marsvinsholm samt därefter, 1818, Tunbyholms slott och 1820 Smedstorps slott. 
Hemberg representerade Ystads stad i Sveriges riksdag under åren 1823, 1828-1830, 1834-1835, då han framgångsrikt lyckades säkra finansiering att expandera Ystads hamn, samt aktivt blockera Trelleborgs försök att återfå sina stads och handelsrättigheter, vilket skulle gjort Trelleborg till en stark handelskonkurrent. 
Tillsammans med Gustav Berghman och Gustaf Hagerman grundade Hemberg Skånes Enskilda Bank, 1830. Banken var den första samt största enskilda banken i Sverige under 1800-talet, och under en tid var det Sveriges största bank efter Riksbanken. 1904 övertog Skånes Enskilda Bank, Göteborgs Köpmansbank, och därefter, 1910, genomgick de en sammanslagning med Göteborgs största privatbank, Skandinaviska Kreditaktiebolaget. Banken ändrade 1939 sitt namn till Skandinaviska banken. och  slogs ihop med Stockholms Enskilda Bank, 1972, vilket skapade Skandinaviska Enskilda Banken, dagens SEB.

Jöns Peter Hemberg dog år 1834 av kolera under sitt arbete i Sveriges riksdag i Stockholm.

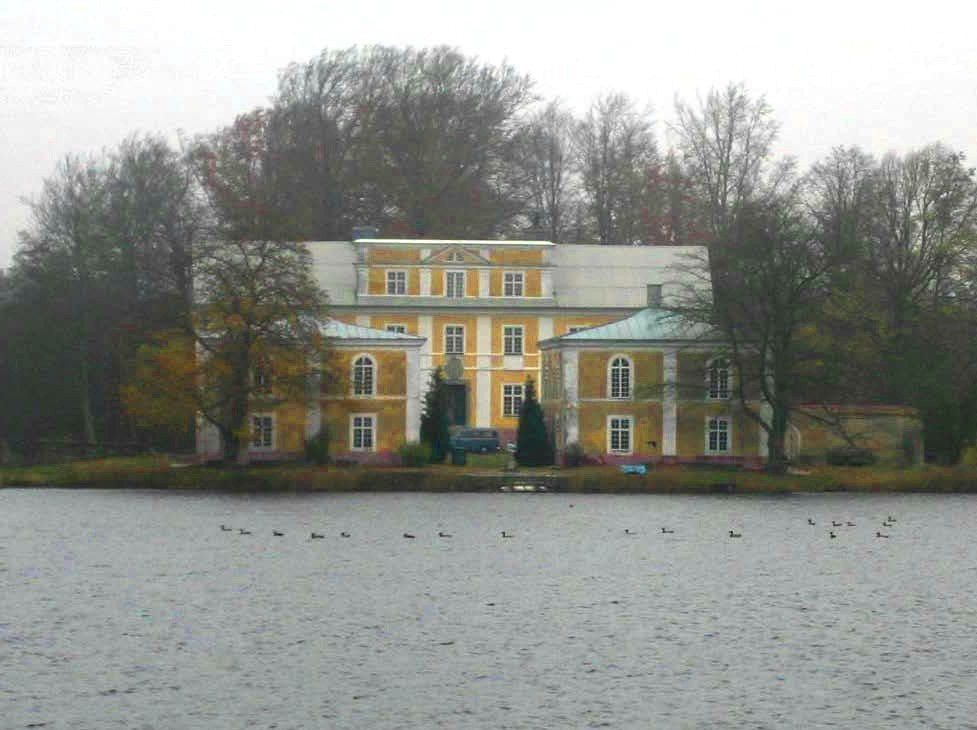
Hemberg köpte 1818 in Tunbyholms slott, som sedan kom att ärvas av hans dotter.
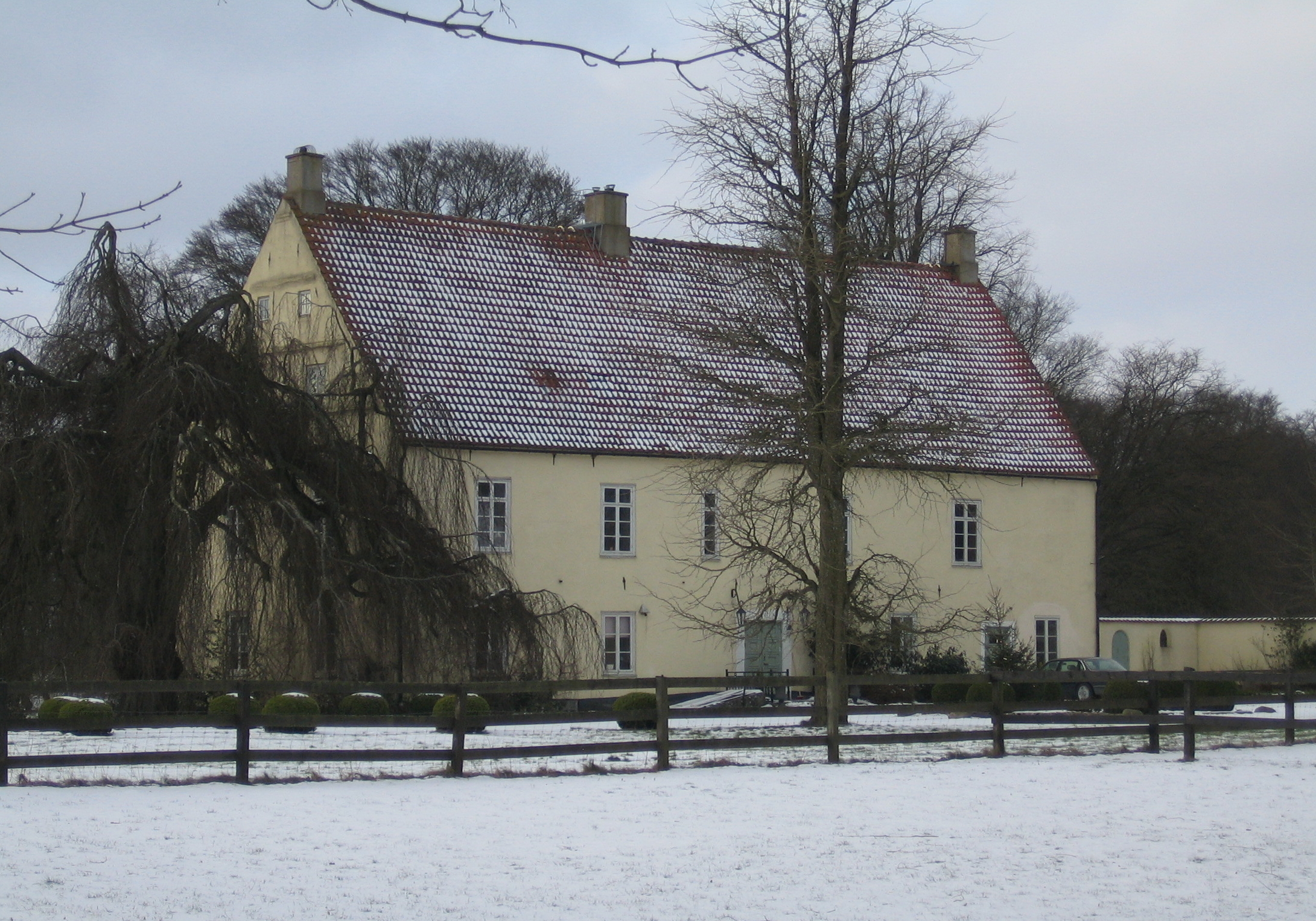
Smedstorps slott, som Hemberg köpte 1820, och därefter kom att ärvas av hans son Fritz Hemberg.
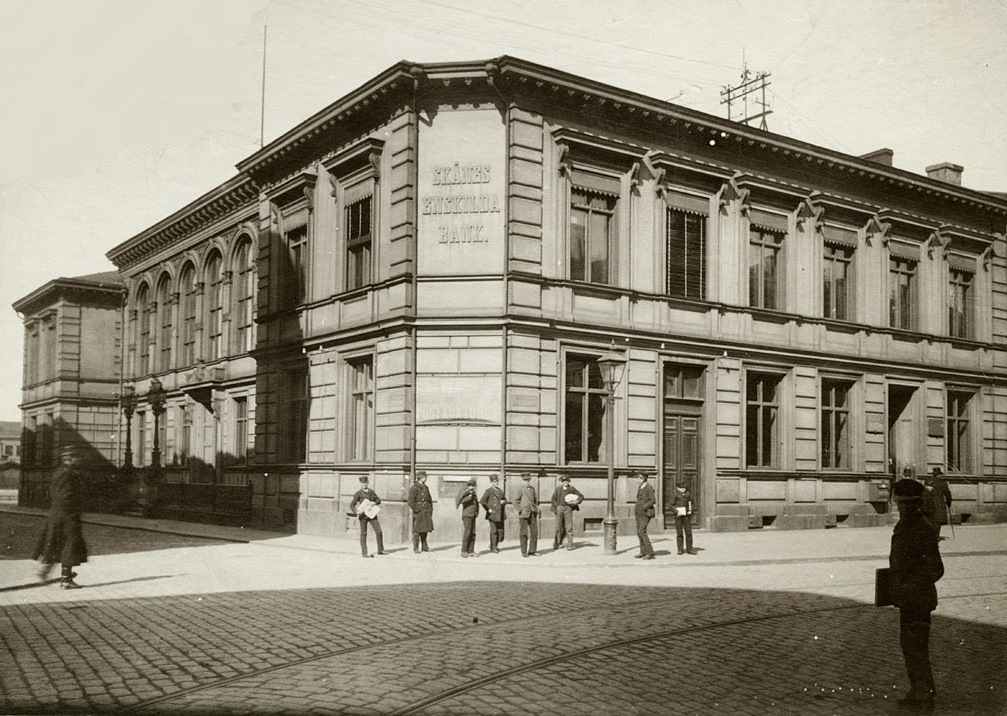
Skånes Enskilda Bank i Malmö på 1890-talet.

## Familj
Jöns Peter Hemberg var den äldsta sonen till korpral Carl Hemberg och Elisabeth Catharina Sjöstedt. Han gifte sig med Maria Christina Giutzelke, som var dotter till rådmannen Jacob Emanuel Giuzelke. 
Paret Hemberg fick fyra barn:
- Carl Jacob (7 februari 1804-16 oktober 1853), som blev en välkänd affärsman samt vicekonsul i Ystad, ogift.
- Fredrik Elias, "Fritz" (25 juli 1812-26 september 1891), jägmästare och godsägare, som kom att ärva Smedstorps slott. Han var gift med Clara Wilhelmina Åkerblom (1826-1920), och far till författaren och forstmannen Eugen Hemberg.
- Petronella Maria (23 maj 1815-4 mars 1878),  kom att ärva Tunbyholm, och gifte sig med generalkonsuln i Köpenhamn Frans Anton Ewerlöf (1799-1883)
- Adolf Ludvig (10 december 1822-2 juni 1867), köpman och vicekonsul i Ystad. Han var gift två gånger, första gången med Beata Helena Kobel (1828-1853) och andra gången med Charlotte Fredrique Rosencrantz (1840-1904).

Hemberg hade nio syskon, varav sex uppnådde vuxen ålder. Bland dessa fanns: Lave Hemberg, färgerifaktor; Severin Hemberg, magistratssekreterare, borgmästare i Ystad samt häradshövding; Johanna Fredrika Gram, gift med handelsmannen Carl Gustaf Gram d.ä.